# Gufudalur
Gufudalur är en dal i republiken Island.   Den ligger längst in i fjorden Gufufjörður i regionen Västfjordarna, i den västra delen av landet, 160 km norr om huvudstaden Reykjavík.

## Namnet
Både Gufudalur och Gufufjörður påstås ha fått namn efter den förste bosättaren Ketill Örlygsson med tillnamnet ″gufa″. Han kom sent till Island – vid landnamstidens slut på 930-talet – och tillnamnet kanske anspelar på det. En gufa kan nämligen vara en ″långsam person″, och det dröjde länge innan Ketill hittade ett ställe där han kunde slå sig ner. I flera år irrade han runt, och överallt gav hans bosättningsförsök upphov till ortnamn med förledet Gufu- – i varje fall om man skall tro Landnámabók. ″Gufudalur″ skulle alltså betyda ″[Ketill] Gufas dal″.
Ortnamnsforskningen har dock länge varit på det klara med att dessa namn är naturnamn. Ordet gufa kan betyda ”ånga, rök, dimma” och finns i namn på dimmiga platser i allmänhet – men kanske i synnerhet platser med varma källor. Gufufjörður är en grund fjord som torrläggs vid lågvatten, och då skapas markdimma till följd av avdunstning från den blottlagda lerbottnen. Det är denna dimma som har givit fjorden namn, och Gufudalur har sannolikt fått namn efter fjorden.